# Anna Ishibashi
Anna Ishibashi (石橋 杏奈, Ishibashi An'na), née le 12 juillet 1992 dans la préfecture de Fukuoka (Japon), est une actrice japonaise.

## Filmographie sélective

### Cinéma
- 2010 : Toki o kakeru shōjo (時をかける少女, Toki o kakeru shōjo?) de Masaaki Taniguchi
- 2017 : Confession d'il y a 22 ans, je suis un meurtrier (2年目の告白―私が殺人犯です―, 22 nenme no Kokuhaku: Watashi ga Satsujinhan desu?) de Yū Irie
- 2018 : Ce soir, au théâtre de l'amour (今夜、ロマンス劇場で, Kon'ya, romansu gekijō de?) de Hideki Takeuchi (ja)